# Cratere Mairan
Mairan è un cratere lunare intitolato al geofisico francese Jean Jacques Dortous de Mairan. Si trova su una penisola elevata fra l'Oceanus Procellarum ad ovest e il Mare Imbrium ad est. A nord-nordest si trova il cratere Sharp e a nordovest il cratere Louville.
Il bordo esterno di Mairan non è stato significativamente eroso, ed è ancora ben definito. La superficie attorno a Mairan è irregolare e punteggiata di piccoli crateri, in particolare a sud e ad ovest. Le pareti interne mostrano segni di terrazzamento, e scendono verso il fondale relativamente piatto.
Nel mare a ovest di Mairan si trova una piccola cupola tettonica chiamata 'Mairan T'. La cupola presenta un piccolo cratere sulla sua sommità. C'è anche una sinuosa rima che corre dal bordo sudovest dell'altopiano contenente Mairan, denominata Rima Mairan; il suo tracciato va da nord verso sud per una lunghezza di circa 100 km.

## Crateri correlati
Alcuni crateri minori situati in prossimità di Mairan sono convenzionalmente identificati, sulle mappe lunari, attraverso una lettera associata al nome.
| Mairan | Latitudine | Longitudine | Diametro |
| ------ | ---------- | ----------- | -------- |
| A      | 38.6° N    | 38.8° W     | 16 km    |
| C      | 38.6° N    | 46.0° W     | 7 km     |
| D      | 40.9° N    | 45.4° W     | 10 km    |
| E      | 37.8° N    | 37.2° W     | 6 km     |
| F      | 40.3° N    | 45.1° W     | 9 km     |
| G      | 40.9° N    | 50.8° W     | 6 km     |
| H      | 39.3° N    | 40.0° W     | 5 km     |
| K      | 40.8° N    | 41.0° W     | 6 km     |
| L      | 39.0° N    | 43.2° W     | 6 km     |
| N      | 39.2° N    | 45.5° W     | 6 km     |
| T      | 41.7° N    | 48.3° W     | 3 km     |
| Y      | 42.7° N    | 44.0° W     | 7 km     |